# Stazione di Postioma
Stazione di Postioma vasútállomás Olaszországban, Veneto régióban, Paese településen.

## Vasútvonalak
Az állomást az alábbi vasútvonalak érintik:
- Belluno–Feltre–Treviso-vasútvonal

## Kapcsolódó állomások
A vasútállomáshoz az alábbi állomások vannak a legközelebb: 
- Stazione di Paese-Castagnole (Stazione di Treviso Centrale)
- Stazione di Trevignano-Signoressa